# Alosidae
Die Alosidae sind eine Familie der Heringsartigen (Clupeiformes). Verbreitungsschwerpunkt der Familie mit über der Hälfte der 34 Arten ist Europa und der westliche Atlantik (Gattung Alosa), während in den anderen Vorkommensgebieten (Westafrika, Indopazifik, Ostpazifik) wesentlich weniger Arten vorkommen.

## Merkmale
Alosidae-Arten sind relativ große Heringe. Einige Arten können über einen halben Meter lang werden, die Durchschnittslänge liegt aber bei 20 bis 30 cm. Ihre Bauchseite ist beschuppt. Die Schuppen sitzen in den meisten Fällen sehr fest. Die Rückenflosse sitzt über der Körpermitte, die Bauchflossen direkt darunter. Die Afterflosse ist kurz und liegt deutlich hinter der Rückenflosse. Die Bauchflossen werden von sechs bis acht Flossenstrahlen gestützt. Einige Arten besitzen Kaumägen.
Ihre Farbe ist meist silbrig, ein dunkler Fleck findet sich oft hinter der Kiemenöffnung, bei einigen Arten auch eine Fleckenreihe entlang der Körperseiten.

## Lebensweise
Alosidae-Arten leben küstennah im Meer, im Brackwasser von Flussmündungen oder in Süßgewässern. Einige Arten sind anadrome Wanderfische, alle sind Schwarmfische. Sie ernähren sich von verschiedenen Wirbellosen und kleinen Fischen.

## Gattungen und Arten
Nach der Revision der Heringsartigen durch Lavoué und Kollegen werden heute nur noch vier Gattungen mit insgesamt 34 Arten in die Familie Alosidae gestellt.
- Alosa (26 Arten)
- Brevoortia
  - Brevoortia aurea Spix & Agassiz, 1829

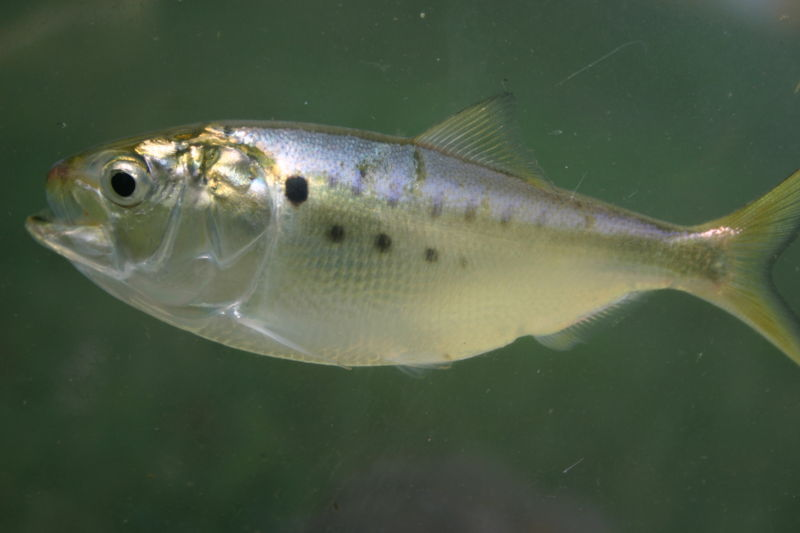
Atlantischer Menhaden (Brevoortia tyrannus)

  - Brevoortia gunteri Hildebrand, 1948
  - Brevoortia patronus Goode, 1878
  - Brevoortia pectinata Jenyns, 1842
  - Brevoortia smithi Hildebrand, 1941
  - Atlantischer Menhaden (Brevoortia tyrannus Latrobe, 1802)
- Sardinen (Sardina)
  - Sardine (Sardina pilchardus Cornide, 1788)
- Sardinops
  - Pazifische Sardine (Sardinops sagax Mitchill, 1815)

## Nutzung
Viele Alosinae-Arten sind von fischereiwirtschaftlicher Bedeutung.